# Virton

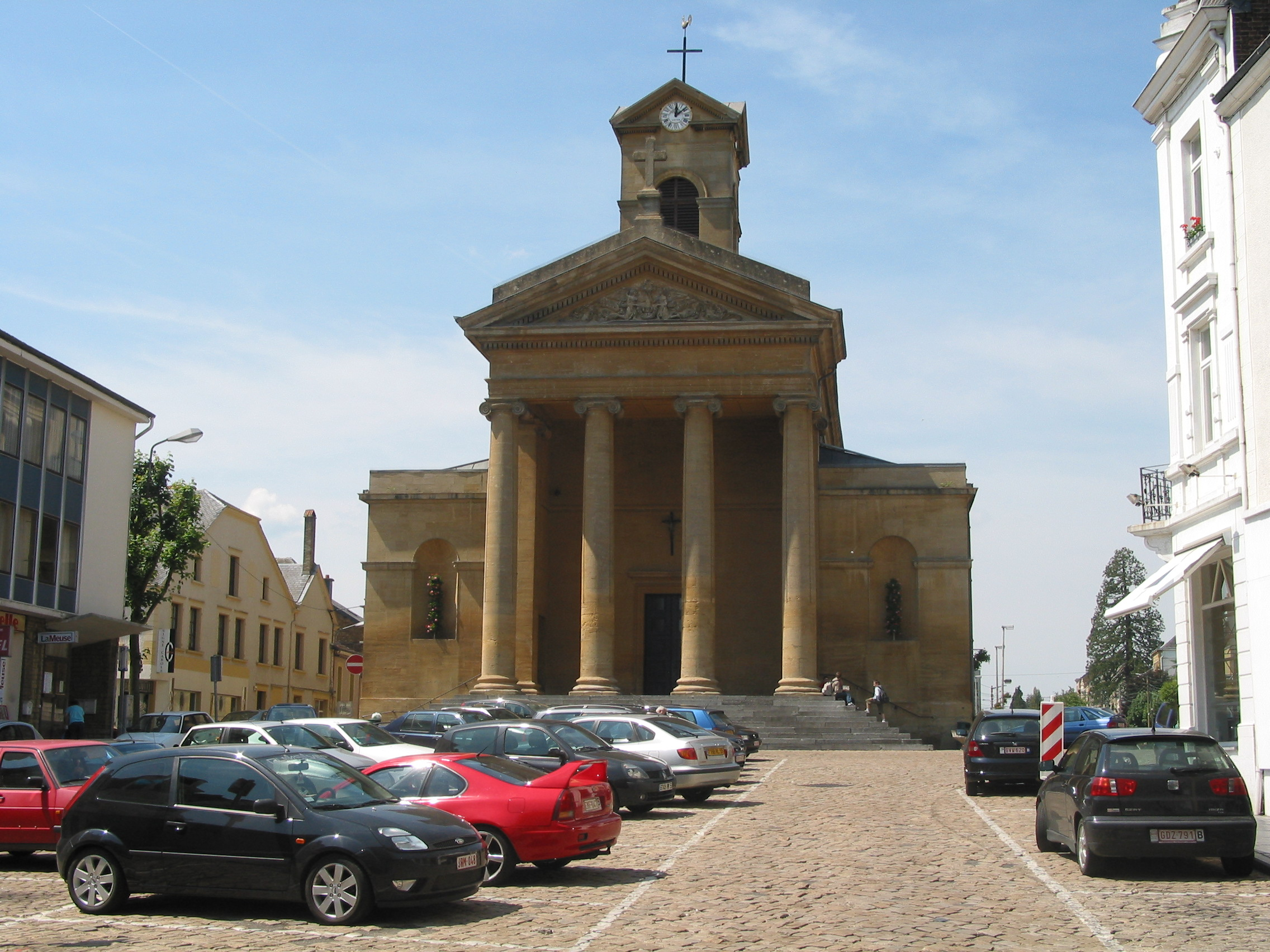
Nhà thờ St Lawrence, Virton

Virton là khu phố thành sâu nhất về phía nam thuộc nước Bỉ và trung tâm hành chính tự trị của Wallonie (tiếng Pháp: commune) và huyện (arrondissement) có tên giống nhau, thuộc tỉnh Luxembourg, Bỉ.  Virton là một trong những thành phố chủ yếu nằm trong địa phận nhỏ của Belgian Lorraine, được biết tới như là Gaume, nổi tiếng nhất là khí hậu của nó.
Thành phố tự trị Virton bao gồm nhiều xã tự trị như Belmont, Bleid, Chenois, Èthe, Gomery, Grandcourt, Latour, Ruette, Saint-Mard, và Saint-Remy.